# あのときキスしておけば
『あのときキスしておけば』は、2021年4月30日から6月18日までテレビ朝日系「金曜ナイトドラマ」枠で放送されたテレビドラマ。主演は松坂桃李。

## キャスト

### 主要人物
桃地のぞむ（ももち のぞむ）
演 - 松坂桃李
本作の主人公。「スーパーゆめはな」坂松店の青果担当。大ヒット漫画「SEIKAの空」を読むことが生き甲斐で、作品と作者の「蟹釜ジョー」を崇拝する内気な青年。
偶然出会った作者の巴（蟹釜ジョー）から雑用を頼まれるうちに彼女から好意を寄せられるようになり、キス寸前までいくが、生来の気の弱さと尊敬する巴への気後れから怖気付いてキスを避けてしまう。巴と2人で沖縄旅行に向かうが、那覇空港の滑走路でオーバーラン事故に遭い巴が亡くなってしまったところ、巴だと名乗る中年男性のマサオから助けを求められる。初めは信じることが出来なかったが、二人の間でしか知り得ない話を聞かされ、また、「SEIKAの空 」の最新話の原稿を見せられ、涙ながらに男性の体に入れ替わった境遇に苦しんでいる姿を目にして、マサオ（巴）の言葉を信じるようになる。
自分が現世にいられる時間が残りわずかであることを悟ったマサオ（巴）に別れを切り出されるが、巴が好きで一生一緒にいたいという気持ちを告白し、ついにマサオ（巴）とキスを交わす。
そのキスを最後に巴とマサオとの入れ替わりが途絶えてしまったため、巴がいなくなった寂しさを紛らわすようにスーパーの仕事に打ち込む。その様子を不憫に思った仲間たちがマサオ（巴）との結婚式を準備し、巴に入れ替わったふりをしたマサオと式を挙げるが、マサオの芝居に気付いてしまう。しかし巴恋しさにマサオにキスを求めると、再び巴がマサオに憑依し、彼女と最後の別れのキスを交わす。
巴が去って1年後、再びマサオに憑依した巴と再会する。

唯月巴（ゆいづき ともえ）
演 - 麻生久美子/井浦新（幼少期：落井実結子）
漫画家。大ヒット作「SEIKAの空」の作者。ペンネーム「蟹釜ジョー」。
搭乗した沖縄行きの航空便がオーバーラン事故に遭って亡くなるが、心は隣の席にいた田中マサオの体に憑依する。
体が荼毘に付された後も「蟹釜ジョー」として執筆した「SEIKAの空」の最新話を東源出版のストレージにアップし続け、編集部員たちを混乱させるが、いち早くマサオの姿をした巴の正体に気づいた高見沢の助けもあり、編集部全員にマサオの姿の蟹釜ジョーとして認められる。
マサオの妻・帆奈美やマサオの息子・優太郎にも入れ替わりを信じてもらえた後は、マサオの体を借りて漫画を描き続けられることへの感謝として、漫画で得られる原稿料や印税を、母・妙に加えて田中家にも分配し、家計を支えることを申し出る。
自分が現世にいられる時間が残りわずかであることを悟り、残りの時間を「SEIKAの空」を執筆することに費やしたいという口実で桃地に別れを告げるが、真摯に気持ちをぶつける桃地に本心を引き出される。
亡くなったにもかかわらず現世に舞い戻ることが出来たのは、天界の「よみがえり抽選会」で１等を当てたからであった。
田中マサオ（たなか マサオ）
演 - 井浦新
「あらいぐま清掃」の清掃員。
搭乗した沖縄行きの航空便が航空事故に遭った際、巴の心が体に憑依する。
かつて不動産会社で働いており、そこで受付をしていた帆奈美と結婚し一人息子の優太郎を儲けるが、その後不動産会社をリストラされ、そのことを帆奈美に言いだせないまま借金を重ね、夫婦仲、家族仲を拗らせてしまい、偽名で航空チケットを購入し沖縄で死のうと考えるまでの気持ちを日記に綴っていた。
巴の心が乗り移って以降、人格が消滅したかと思われたが、桃地がマサオ（巴）にキスしようとした時、航空事故から昏睡状態だった人格が覚醒する。
昏睡していた間に巴が自分の借金を肩代わりしてくれており、そのために帆奈美が優しくなったと考えていたが、息子の優太郎から生還したことを涙ながらに喜ばれたことで、金だけの問題ではなく家族とのわだかまりも解けていたことを実感する。巴からもっと帆奈美と仲良くなるようにアドバイスを受けたこともあり、彼女をデートに誘い、優太郎から結婚指輪が引き出しにしまってあることを教えられ、その指輪を帆奈美に渡して二度目のプロポーズをし、帆奈美との絆を取り戻す。
巴がいなくなった寂しさを紛らわすように懸命にスーパーの仕事に打ち込む桃地のため、帆奈美や入れ替わりを切っ掛けに出会った人々と協力し、巴に入れ替わったふりをして桃地と結婚式を挙げる。

### 「スーパーゆめはな」の従業員
のぞむが勤務するスーパーマーケット
郷田ひと子（ごうだ ひとこ）
演 - 猫背椿
青果担当のリーダー格のおばちゃん。
仕事での失敗が多い桃地のことを励ましてくれるなど面倒見がよい。桃地がマサオ（巴）を高見沢に連れて行かれたことに嫉妬した際には、忘れられないエッチさえすれば女は戻ってくるなど桃地に恋愛のアドバイスをする。
マサオの人格が覚醒し、巴を奪われることになり複雑な心境で顔がこわばっていた桃地の変化に気付き桃地の悩みの相談を受けた際にマサオと巴の入れ替わりの話を聞かされ、苦しければ周りの仲間たちをもっと頼るようにとアドバイスする。
反町真二（そりまち・しんじ）
演 - 六角慎司（第1話、第3話、第5話 - 最終話）
本社のESV（エグゼクティブスーパーバイザー）。田中マサオの友人。二十歳の嫁がいる既婚者。
間違った指示を出して従業員から指摘されても聞く耳を持たず、本部から指摘されると従業員のせいにして自分の責任を認めないため嫌われており、影で「エグゼクティブ真二」や「クソキノコ」と呼ばれている。
人格が覚醒したマサオが再び自殺しようとしたため、桃地から呼び出されマサオ探しの応援を頼まれたことから巴とマサオの入れ替わりの話を聞き、その話を信じる。
水出清美（みずいで きよみ）
演 - 阿南敦子（第1話 - 第4話、第6話 - 最終話）
青果担当のベテラン社員。手塚治虫ファン。
アンチ「蟹釜ジョー」でSNSに「マディウォーター」というアカウントで「SEIKAの空」や上司の反町の悪口をアップしている。居酒屋での飲み会で反町の悪口をSNSに書き込んでいる様子を桃地が目撃したことで正体がバレる。「蟹釜ジョニー」で「SEIKAの空」が連載継続後、スーパーゆめはなで相変わらず悪口をSNSに書き込んでいたが、その際、悪口に反論するファンの「ゲキレツpeach」が桃地であることを知り、彼から本当は「SEIKAの空」のファンであることを指摘され、漫画の楽しみ方は人それぞれだと悪口を書き込む行為自体は咎められず、逆に優太郎と3人でコミケに行かないかと誘われる。
李善善（り しゃんしゃん）
演 - うらじぬの（第1話 - 第3話、第5話 - 最終話）
青果担当の外国人社員。マサオのことが好きで妻がいても二番目でもいいので付き合って欲しいと申し出る。

### 「週刊少年マキシマム」編集部
巴が『SEIKAの空』を連載する東源出版の少年漫画誌編集部。
高見沢春斗（たかみざわ はると）
演 - 三浦翔平
副編集長。巴の元夫、初代担当編集。
編集部のストレージにアップされた亡くなったはずの蟹釜ジョーの「SEIKAの空」の最新話の原稿を本物と判断し、マキシマムに掲載することを編集長に掛け合い、編集部が記者会見を開き蟹釜ジョーの死去を発表した際も、どこかで生きているのではないかと会見に乱入して訴える。
会見の後も寝食を忘れ心当たりのある巴の居そうなホテルなどを探し回り、桃地のアパートに巴の居場所を教えて欲しいと尋ねに来た際に気を失い、アパートで介抱されているときにマサオ（巴）が「SEIKAの空」を制作している姿を目撃したことで、マサオが巴であることを確信する。
編集部が「SEIKAの空」の連載を終了することを決めるとその方針に従うことが出来ず、「SEIKAの空」の完結編を出してくれる出版社を探すため退職願を出しフリーの編集者となる道を選び、二人で命がけで勝負しようとマサオ（巴）にキスをするが、巴の気持ちは既に桃地に移っていたためにフラれてしまう。桃地に巴を奪われたことをバーで涙ながらに悔しがるが、「彼女に選ばれたのは俺じゃない」と桃地に「SEIKAの空」の連載継続が決定したことを伝えるよう託す。
その後、マサオの人格が覚醒し自殺しようとした際は桃地の要請に応えて捜索に駆け付けるなど、桃地のことを「バディ」と呼び、「SEIKAの空」の連載のため巴の人格を呼び戻することに協力する。
マサオ（巴）から自身を見出してくれたことに感謝を述べられ、巴が去ってから1年後、「このセリフに魂を込めている」という巴と同じ言葉を発した新人女性漫画家に漫画家としての信念を感じ、彼女にプロポーズしている。
生馬忠士（いくま たかし）
演 - 角田貴志（第1話 - 第6話、最終話）
編集長。
高見沢から蟹釜ジョーが生きている可能性があると訴えられるも記者会見を開き、蟹釜ジョーが航空事故で死去してあと3回で「SEIKAの空」が未完のまま終了することを経営判断から発表する。
高見沢の「蟹釜ジョーは生きている」という主張を、絵のタッチが微妙に変わっていることから蟹釜ジョーのゴーストライターがいるのではないかと考え、木之崎に調査するように指示を出す。
マサオ（巴）が編集部に乗り込み入れ替わりの話や二人の間でしか知り得ない話をされ、入れ替わりの話は受け入れなかったものの、巴が生前「SEIKAの空」の最終話までのプロットを残しており、彼女の右腕であるアシスタントのマサオが執筆を引き継ぎ「原案：蟹釜ジョー 漫画：蟹釜ジョニー」で作品をリブートする編集方針を打ち立て連載継続を決定し、高見沢の退職を阻止し全てを丸く収める。
連載を継続して巴から「SEIKAの空」のアニメ化の承諾をもらえたこともあり、巴が去って1年後も「SEIKAの空」の関連商品の売上で早期に予算を達成している。
木之崎眞（きのさき まこと）
演 - 藤枝喜輝
編集部員。高見沢の部下。巴の二代目担当編集。
亡くなったはずの蟹釜ジョーの「SEIKAの空」の最新話の原稿が編集部のストレージにアップされ恐怖を感じる。編集長の生馬からの指示で蟹釜ジョーのゴーストライターの正体を調査するため、巴の自宅周辺で張り込みをし、そこでマサオ（巴）を目撃する。後日マサオ（巴）が編集部に乗り込んで連載を継続することを生馬に訴えた際に入れ替わりの話を信じ、生馬の方針でリブートで連載が継続されることが決まるとそのことを喜ぶ。
巴が去って1年後、優太郎が持ち込んだ漫画を激賞し「一緒に天下取りましょう」と彼を担当することになる。
栗山まりえ（くりやま まりえ）
演 - 川瀬莉子（第1話、第3話、第5話、第6話、最終話）
マキシマムの紅一点の編集部員。エロ漫画担当。
田村恭平（たむら きょうへい）
演 - 板倉武志（第1話 - 第6話、最終話）
編集部員。
同僚の木之崎から亡くなった蟹釜ジョーの「SEIKAの空」の最新話がストレージにアップされた話を聞かされるが、親族がやったのではないかと取り合おうとしない。

### 巴の親族
唯月妙（ゆいづき たえ）
演 - 岸本加世子（第2話 - 最終話）
巴の母。
お通夜や自宅を訪れ自分のことを巴と訴えるマサオ（巴）に怒り、薄気味悪がる。しかし本人と巴の間でしか知り得ない巴が幼い頃の話をしたり、桃地が2人の間を取り持ち何度も会わせ、有名漫画家となった後の巴の人となりを聞かれて説明したことで巴が男性の体に入れ替わった話を信じるようになり、巴の好物であったイカゲソの煮物などの食事を振る舞う。
田中マサオが意識を取り戻した話を桃地から聞くと、それが本来あるべき姿であり、航空事故以降の1か月半は神様がくれた奇跡の時間であったと、誰の命もいつかは終わることを桃地や自分に言い聞かせ、改めて娘の早逝を悲しむ。
巴が去って1年後、足腰のことを気にかけていた巴の言葉に従うように、帆奈美がネット配信しているフラダンス動画で足腰を鍛えている。

### マサオの親族
田中帆奈美（たなか ほなみ）
演 - MEGUMI（第3話 - 最終話）
マサオの妻。弁当屋のアルバイトをする傍ら、フラダンス教室を主宰する。
「蟹ノ木釜太郎」を名乗りフラダンス教室に現れたマサオ（巴）を教室に入会させるが、後日街中でマサオ（巴）が桃地に背負われているところに遭遇し、やはり自分の夫、田中マサオではないかと詰め寄る。
不動産会社をリストラされたことを打ち明けず相談しなかったマサオの態度を不満に思い、夫婦仲は冷え切っており、そんなマサオが桃地と不倫して自分と別れるため記憶を失ったとウソをついていると疑うが、沖縄での航空事故を境にマサオの体に心が乗り移った真実をマサオ（巴）から打ち明けられ、相手を思うがゆえに喧嘩になるのが怖くなり話をしなくなることもあるとマサオ（巴）から諭され、入れ替わりの話を受け入れる。その後、マサオ（巴）からフラダンス教室に通っていた巴で漫画家の蟹釜ジョーであることを教えられ、夫を亡くした女性、男性の体に入れ替わった女性漫画家として女同士助け合っていこうと意気投合する。
巴とマサオの結婚式の余興で出席者たちが披露したフラダンスの動画をネットに投稿したところ、その動画がバズり日本が空前のフラダンスブームに沸くこととなり、カリスマフラ講師として一躍有名となる。また、マサオと夫婦仲を回復して第二子を妊娠する。
田中優太郎（たなか ゆうたろう）
演 - 窪塚愛流（第3話、第4話、第6話 - 最終話）
マサオと帆奈美の息子。高校生。「SEIKAの空」の大ファン。
父親が見知らぬ男性（桃地）と街中でいちゃついている様子を目撃し驚愕する。
後日、マサオ（巴）から入れ替わりの話を説明され、父親に憧れの漫画家「蟹釜ジョー」が乗り移ったことを喜び「SEIKAの空」のコミックス6巻にサインをしてもらうが、一方で父親がもう帰ってこないのかと悲しむ。これまで「SEIKAの空」について語り合える相手がいなかった桃地とは意気投合し、「SEIKAの空」談議に花を咲かせる。その後、マサオが意識を取り戻すと「お帰り」と玄関先で抱擁して出迎え彼の生還を喜び、これまで拗らせていた親子の仲を回復させる。
漫画家を目指しており、マサオ（巴）が「蟹釜ジョー」と知ると自身が手掛けたイラストを持参し、アシスタントと弟子入りを志願するが、「SEIKAの空」の連載を完結させなければならない衝動にかられたマサオ（巴）から、アシスタントとしては戦力にならない素人でであり、新人教育に手間を取られて原稿を落としてしまうからと断られる。
巴が去ってから1年後、有名女優とオジサンが入れ替わる「おぬしの名は」という漫画をマキシマム編集部に持ち込み、編集の木之崎が担当することが決まる。

### ゲスト

#### 第1話
クレーム客
演 - 鈴木拓（第3話・最終話）
「スーパーゆめはな」に特売の牛肉を買いに来た客。既に売り切れてしまっていたため、品物を用意して販売するようにレジにいた桃地にクレームをつける。だが、後ろに並んでいた巴に後頭部に足蹴りを喰らわされ撃退される。巴が去って1年後、再びチラシに書かれたセール品の大間の本マグロがないと「スーパーゆめはな」のレジにクレームを付けに現れる。人として成長した桃地が彼を撃退すると思われたが、足蹴りを喰らわせ損ねた際に飛び出した桃地の私物のモヤオのキャラクターグッズを持ち帰ってしまう。
医師、看護師
演 - 川守田政人（第2話）、丸岡真由子（第2話）
桃地が航空事故に遭い搬送された那覇市立総合医療センターの医師と看護師。
ニュースキャスター
演 - 佐藤ちひろ（テレビ朝日アナウンサー）
旅客機の事故をテレビで報じるキャスター。
キャビンアテンダント
声 - 柴田紗帆
桃地たちが乗った沖縄行き旅客機の機内アナウンスをするCA。

#### 第2話
清掃員
演 - 世志男（第1話）
「スーパーゆめはな」の清掃をしている「あらいぐま清掃」のマサオの同僚。マサオが行方不明になり仕事に来なくなったことで迷惑している。

#### 第3話
社長
演 - 花ヶ前浩一

妊婦とその子ども
演 - 市原茉莉、塩田宙

記者
演 - 古野陽大

#### 最終話
新人漫画家
演 - 堀未央奈
「週刊少年マキシマム」が手がける新人女性漫画家。高見沢は彼女に若かりし頃の巴の面影を重ねる。
抽選会係
演 - 白畑真逸、寺田みなみ
天界の「よみがえり抽選会」の抽選会係。1等の「人に憑依する」を当てた巴に、誰かに憑依し蘇っている間は天界での事は一切忘れると告げる。

## スタッフ
- 脚本 - 大石静
- 音楽 - 河野伸
- 漫画協力 - 戸崎真太郎（キャラクターデザイン）、山うた（作画）[11]
- フラダンス指導 - 岡本七生
- アクション指導 - 剱持誠
- OPテーマ - 三月のパンタシア「幸福なわがまま」（SACRA MUSIC）[12]
- EDテーマ - SUPER BEAVER「愛しい人」（Sony Music Records）[13]
- ゼネラルプロデューサー - 三輪祐見子（テレビ朝日）
- プロデューサー - 貴島彩理（テレビ朝日）、本郷達也（MMJ）
- 演出 - 本橋圭太、日暮謙、Yuki Saito
- 制作 - テレビ朝日、MMJ

## 放送日程
| 話数                                                                   | 放送日  | サブタイトル                                     | ラテ欄                                                              | 演出       | 視聴率 |
| ---------------------------------------------------------------------- | ------- | ------------------------------------------------ | ------------------------------------------------------------------- | ---------- | ------ |
| EPISODE1                                                               | 4月30日 | 僕の大好きな彼女は、おじさんの中にいる…!?        | ある日、僕の恋人がおじさんに…!? 衝撃の入れ替わりラブ 脚本大石静     | 本橋圭太   | 4.3%   |
| EPISODE2                                                               | 5月07日 | おじさんと同棲!? ママ信じて-絶叫のパニックお通夜 | 謎のおじさんと同棲スタート…!? 号泣と絶叫のパニック通夜 ママ信じて   | 本橋圭太   | 4.2%   |
| EPISODE3                                                               | 5月14日 | はじめての混浴!? 愛のイカゲソ… 母と娘の涙の絆    | 初めての混浴!? 愛のイカゲソ… 母と娘の涙の絆、明かされるおじの正体   | 日暮謙     | 4.1%   |
| EPISODE4                                                               | 5月21日 | 涙のバックハグ! 妻降臨で不倫疑惑… 土下座対決!?   | 涙のバックハグ 妻降臨で不倫疑惑…!? 夫婦の秘密と謎の遺書 土下座対決  | 本橋圭太   | 3.8%   |
| EPISODE5                                                               | 5月28日 | 地獄の三角関係バトル! 元旦那に嫉妬爆発… 愛してる | 地獄の三角関係バトル…!? 元ダンナの復縁デートに嫉妬爆発 愛してる!!   | Yuki Saito | 4.5%   |
| EPISODE6                                                               | 6月04日 | 衝撃のラストを見逃すな! 元夫に奪われたキスの行方 | 衝撃のラストを見逃すな!! はじめての失恋、元夫に奪われたキスの行方   | 日暮謙     | 3.4%   |
| EPISODE7                                                               | 6月11日 | 最終章! 入れ替わりの秘密 -奇跡を呼ぶ男たちの銭湯 | ついに最終章!! 入れ替わりの秘密とは 別れのタイムリミット 奇跡の銭湯 | Yuki Saito | 3.2%   |
| EPISODE8                                                               | 6月18日 | 最後のキス、涙の結婚式 -奇跡の愛の物語、遂に完結 | 涙の結婚式!! 入れ替わりの秘密とは 奇跡の愛の物語、完結 最後のキス   | 日暮謙     | 3.8%   |
| （平均視聴率は3.9％ ビデオリサーチ調べ、関東地区・世帯・リアルタイム） |         |                                                  |                                                                     |            |        |

## 関連商品

### 映像商品
『あのときキスしておけば DVD-BOX』
『あのときキスしておけば Blu-ray BOX』
販売元：ハピネット・メディアマーケティング、発売：2021年9月24日（予定）

## 配信コミック版
2021年4月30日午前0時よりドラマのコミック版が電子書籍サイト「Renta!」に登場し、毎週本編放送と連動して更新された。初回は予告編の「#0」が配信され、翌週5月7日から午前0時に「#1」が配信以降、毎週金曜の午前0時に最新話が公開された。
コミック版配信に伴って、麻生久美子演じる漫画家・蟹釜ジョーこと唯月巴が劇中の役柄そのままに出演する番組連動CMが制作され、ドラマ本編の初回から最終回の放送時間内と、TVerをはじめとする見逃し配信内で放送・配信された。

### スタッフ（配信コミック版）
- 作画 - 林マキ

## SEIKAの空（スピンオフドラマ）
本編の作中で蟹釜ジョーが執筆する漫画『SEIKAの空』を実写ドラマ化。本編第5話の放送後、TELASAで配信開始（2022年5月27日配信終了）。全3話。

### キャスト（スピンオフドラマ）
- 浪流キャベ次郎 - 藤枝喜輝[18]
- 紅リコピン - 窪塚愛流[18]
- 鬼龍院ピーメン - 三浦翔平[18]
- 不知火コン乃介 - 井浦新[18]
- 豆田モヤオ - 松坂桃李[18]
- ナスッテ - 角田貴志[18]

### スタッフ（スピンオフドラマ）
- 原作 - 大石静
- 脚本 - 角田貴志（ヨーロッパ企画）[18]
- 演出 - 木内健人
- 音楽 - 河野伸
- ゼネラルプロデューサー - 三輪祐見子（テレビ朝日）
- プロデューサー - 貴島彩理（テレビ朝日）、本郷達也（MMJ）
- 制作 - テレビ朝日、MMJ

### 配信日程
| 話数  | 配信日  | サブタイトル            |
| ----- | ------- | ----------------------- |
| 第1話 | 5月29日 | 第一章 伝説の5人の勇者  |
| 第2話 | 6月05日 | 第二章 紫のナスの人     |
| 第3話 | 6月12日 | 最終章 青春!ベジタブル! |